# Повітряні сили Німеччини

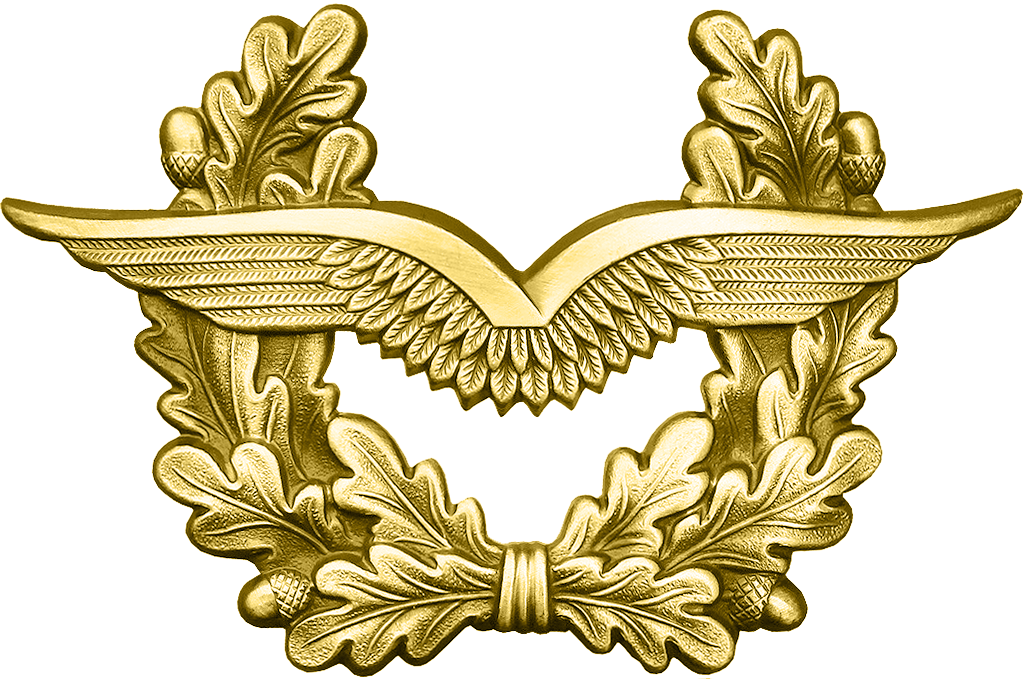
Сучасний знак військових Люфтваффе

Повітряні сили Німеччини або Люфтва́ффе (нім. Luftwaffe — повітряна зброя) — назва німецьких повітряних сил у складі бундесверу, у минулому був в складі рейхсверу і вермахту.
Повітряні сили Німеччини (як частина Бундесверу) були засновані в 1956 році в епоху холодної війни як військовий підрозділ збройних сил тодішньої Західної Німеччини. Після возз'єднання Західної та Східної Німеччини в 1990 році вона об'єднала частини ВПС колишньої Німецької Демократичної Республіки, яка сама була заснована в 1956 році як частина Національної народної армії. Немає організаційної спадкоємності між нинішніми ВПС Німеччини та колишнім Люфтваффе Вермахту, заснованим у 1935 році, який був повністю розформований у 1945/46 роках після Другої світової війни. Термін Люфтваффе, який використовується як для історичних, так і для сучасних військово-повітряних сил Німеччини, є німецькомовним загальним позначенням будь-яких військово-повітряних сил.
Командувачем ВПС Німеччини є генерал-лейтенант Інго Герхарц. Станом на 2015 рік ВПС Німеччини використовують одинадцять авіабаз, на двох з яких немає льотних частин. Крім того, ВПС присутні в трьох цивільних аеропортах. У 2012 році ВПС Німеччини мали офіційну чисельність 28 475 діючих авіаторів і 4 914 резервістів.

## Історія

### Перша світова війна
З появою військової авіації попередник Люфтваффе Імперська повітряна служба Німеччини (нім. Luftstreitkräfte) була організована в 1910 році. Військові мали намір використовувати авіацію перш за все для розвідки на підтримку армії на землі, так само як повітряні кулі були використані протягом Франко-прусської війни 1870—1871 рр.
Хоча військово-повітряна служба використовувала різні типи літальних апаратів (винищувачі, розвідники, бомбардувальники і дирижаблі), найвідомішими для публіки були пілоти-винищувачі, такі як Манфред фон Ріхтгофен («червоний барон»), Ернст Удет, Герман Герінг, Макс Імельман, Вернер Фосс.
До початку 1918 р. на літаках Німеччини і Австро-Угорщини була використана емблема ордену Залізного хреста. Далі було використано грецький хрест чорного кольору на білому фоні.
За Версальським договором Імперська військово-повітряна служба була розпущена і літаки були знищені.

### Міжвоєнний період
У зв'язку з забороною на існування військово-повітряних сил в Німеччині військові пілоти мали тримати своє тренування в таємниці. З 1924 по 1933 рр. в Липецьку провадилось тренування німецьких пілотів на літаках радянського, нідерландського і німецького виробництва.
В Німеччині існувала напіввійськова організація «Німецький повітряний союз» (нім. Deutscher Luftverband), яким керував Ернст Удет. 26 лютого 1935 Адольф Гітлер наказав Герману Герінгу створити військово-повітряні сили. Люфтваффе було створено на основі «Німецького повітряного союзу».
Люфтваффе мало добру можливість випробувати пілотів, авіацію і тактику в Іспанській Громадянській Війні 1936—1939, коли Легіон Кондора був відправлений до Іспанії на підтримку анти-республіканського повстання під проводом Франціско Франко.

### Друга світова війна
Перед початком війни, Люфтваффе була одною з найсучасніших, наймогутніших і найдосвідченіших військових авіацій у світі. Люфтваффе мало перевагу у літаках перед суперниками. Військово-повітряні сили були невід'ємною частиною доктрини Бліцкригу. Використання пікіруючих бомбардувальників Ju 87 «Штука» (нім. Stuka) для підтримки армії і переважаючих сил тактичних винищувачів були ключами до декількох ранніх успіхів. Месершміт Bf 109 був найбільш різностороннім винищувачем, і його було проектовано коли біплани були ще стандартом. Фокке-Вульф Fw 190 вважається найкращим німецьким винищувачем Другої світової війни. Влітку і восени 1940 р, Люфтваффе програло битву над Британією, першу цілком повітряну битву, що стала першою поразкою Німеччини. Вслід військовим невдачам на Східному фронті, від 1942 року у Люфтваффе почався поступовий занепад. Авіація союзників стала переважати німецьку кількістю. Під кінець війни Люфтваффе не було більше головним чинником, і незважаючи на постачання удосконалених літаків, таких як Месершміт Messerschmitt Me 262 і Me163, боєздатність сил падала через нестачу палива, недостатність виробничих потужностей і відсутність навчених пілотів.

### Холодна війна
Люфтваффе було розпущено в серпні 1946 року.
Люфтваффе було створено знов після приєднання ФРН до НАТО у 1955 р. Більшість літальних апаратів, які використовувало Люфтваффе, було розроблено в США і виготовлено в Німеччині за ліцензією. На фюзеляжі літаки мали знак залізного хреста, на кілі — зображення прапора ФРН.
Багато відомих пілотів-винищувачів, які були у Люфтваффе під час Другої світової війни, стали пілотами військової авіації ФРН і пройшли навчання в США на сучасній техніці. Серед них Еріх Гартманн, ас з найбільшим рахунком (352 збитих літаків), Герхард Баркхорн (301), Гюнтер Ралль (275) і Йоганнес Штайнгофф (176). Штайнгофф, літав на реактивному Ме-262 і зазнав тяжкої аварії на ньому, а згодом став головнокомандувачем Люфтваффе, Гюнтер Ралль був наступником. Гартманн пішов у відставку в чині полковника у 1970 р.
Протягом 1960-х «криза Старфайтера» була великою проблемою в Німеччині, оскільки багато пілотів винищувача Lockheed F-104 Starfighter зазнали аварії. У Люфтваффе 292 з 916 Старфайтерів потерпіли аварії, забравши життя 115 пілотів. Західна німецька публіка вірила в те, що Старфайтер був ненадійним і називала його «творець вдів» (нім. Witwenmacher), літаюча труна (нім. fliegender Sarg) і «цвях у ґрунті» (нім. Erdnagel).
Штайнгофф і його заступник Ралль звернули увагу на те що в інших країнах Старфайтер виявляється набагато безпечнішим — Іспанія не втратила жодного у той самий час. Американські фахівці перекладали відповідальність за аварії на практику агресивних польотів і польотів на дуже малих висотах німецькими пілотами. Штайнгофф і Ралль вирушили в США для навчання інструкторами Lockheed, і помітили деякі специфічні особливості в навчанні, які могли створити ситуації для нещасних випадків. Штайнгофф і Ралль негайно змінили навчальний курс для пілотів Старфайтерів, і кількість нещасних випадків швидко зменшилась до таких же або кращих, ніж в військово-повітряних силах інших країн. Незважаючи на покращення ситуації, Старфайтери було замінено в Німеччині раніше, ніж в інших країнах.
На початку червня 1979 р. Люфтваффе стала отримувати винищувачі-бомбардувальники Panavia Tornado. Всього було отримано 212 літаків.

### Об'єднання Німеччини
Військово-повітряна служба НДР (нім. Luftstreitkräfte der NVA) була приєднана до Люфтваффе після об'єднання Німеччини у жовтні 1990. Через те, що в НДР стояли на озброєнні літаки виробництва Східного блоку, такі як Су-17, МіГ-21, МіГ-23 і винищувачі МіГ-29, більша частина обладнання яких була не сумісна із західнонімецьким обладнанням НАТО, тому вони були виведені з експлуатації і продані або передані новим членам НАТО в Східній Європі, таким як Польща і країни Балтії.

## Техніка та озброєння
| Модель літака/Тип                | Фото          | Країна походження | Призначення                                         | Варіації                                | Кількість           | Примітки |
| Бойові літаки                    | Бойові літаки | Бойові літаки     | Бойові літаки                                       | Бойові літаки                           | Бойові літаки       | Бойові літаки |
| -------------------------------- | ------------- | ----------------- | --------------------------------------------------- | --------------------------------------- | ------------------- | --- |
| Panavia Tornado                  |               | Німеччина         | винищувач-бомбардувальник розвідник-бомбардувальник | Panavia Tornado IDS Panavia Tornado ECR | 86 20               | З доповіді Міноборони ФРН на 2 грудня 2015 року ПС ФРН мають у своєму розпорядженні 93 літаки Tornado. З них 66 знаходяться в експлуатації, а здатних виконувати бойові завдання лише 29.                                                                     |
| F-18                             |               | США               | Винищувач-бомбардувальник                           | F/A-18E/F EA-18G                        | 30 (план) 15 (план) | Планується придбати 45 літаків- носіїв ядерної зброї на заміну Panavia Tornado |
| F-35 Lightning II                |               | США               | Винищувач                                           | F-35A                                   | 0/35                | 35 на замовлення |
| Eurofighter Typhoon              |               | Європейський Союз | багатоцільовий винищувач навчальний винищувач       | Tranche 1 Tranche 2 Tranche 3           | 123                 | Всього замовлено 180.. З доповіді Міноборони ФРН на 2 грудня 2015 року ПС ФРН мають у своєму розпорядженні всього 55 літаків здатних виконувати бойові завдання.. У листопаді 2020 року стало відомо, що ВПС Німеччини планують отримати додатково 98 літаків |
| Транспортні і пасажирські літаки |               |                   |                                                     |                                         |                     | |
| Transport Allianz C.160 Transall |               | Європейський Союз | середній військово-транспортний літак               |                                         | 53                  | |
| Airbus A310                      |               | Європейський Союз | пасажирський літак-заправник                        | Airbus A310 Airbus A310 MRTT            | 1 4                 | створені на базі Airbus A310 |
| Airbus A319                      |               | Європейський Союз | пасажирський                                        |                                         | 2                   | |
| Airbus A340                      |               | Європейський Союз | VIP Транспорт                                       |                                         | 2                   | |
| Airbus A400M                     |               | Європейський Союз | транспортний                                        |                                         | 5.                  | план 53 літаки. |
| Bombardier Global Express        |               | Канада            | адміністративний літак                              | модель Global 5000                      | 4                   | |
| Навчальні літаки                 |               |                   |                                                     |                                         |                     | |
| Raytheon T-6 Texan II            |               | США               | навчально-тренувальний                              |                                         | 69                  | |
| Northrop T-38 Talon              |               | США               | навчально-тренувальний                              |                                         | 40                  | |
| Гелікоптери                      |               |                   |                                                     |                                         |                     | |
| Sikorsky CH-53                   |               | Німеччина         | важкий транспортний гелікоптер пошуково-рятувальний | Sikorsky CH-53G/GA Sikorsky CH-53GS/GE  | 64 20               | вироблялися за ліцензією в Німеччині. |
| CH-47 Chinook                    |               | США               | Важкий Гелікоптер                                   | CH-47F Block II                         | 60                  | Німеччина замовила для своїх ВПС в кількості 60 гелікоптерів CH-47F Block II. https://mil.in.ua/uk/news/nimechchyna-zamovlyaye-60-gelikopteriv-chinook/ |
| Eurocopter H145M                 |               | Європейський Союз | багатоцільовий гелікоптер                           |                                         | 15                  | |
| Eurocopter AS 532                |               | Європейський Союз | VIP гелікоптер                                      |                                         | 3                   | |
| БПЛА                             |               |                   |                                                     |                                         |                     | |
| RQ-4 Global Hawk                 |               | США               | розвідувальний БПЛА                                 | Euro Hawk                               | 1                   | |
| IAI Heron                        |               | Ізраїль           | розвідувальний БПЛА                                 |                                         | 3                   | |
| ППО                              |               |                   |                                                     |                                         |                     | |
| FIM-92 Stinger                   |               | Німеччина         | ПЗРК                                                | Fliegerfaust 2 Stinger                  |                     | FIM-92 Stinger виробляється за ліцензією компанією EADS в Німеччині. |
| MANTIS                           |               | Німеччина         | зенітно-артилерійський комплекс                     |                                         | 2                   | |
| Wiesel 2 Ozelot                  |               | Німеччина         | самохідний зрк                                      |                                         | 10                  | на основі FIM-92A Stinger |
| MIM-104F Patriot                 |               | США               | зенітний ракетний комплекс                          | PAC-3                                   | 12                  | |